# Liste der Bodendenkmäler in Ennigerloh
Die Liste der Bodendenkmäler in Ennigerloh enthält die denkmalgeschützten unterirdischen baulichen Anlagen, Reste oberirdischer baulicher Anlagen, Zeugnisse tierischen und pflanzlichen Lebens und paläontologischen Reste auf dem Gebiet der Stadt Ennigerloh im Kreis Warendorf in Nordrhein-Westfalen (Stand: Oktober 2020). Diese Bodendenkmäler sind in Teil B der Denkmalliste der Stadt Ennigerloh eingetragen; Grundlage für die Aufnahme ist das Denkmalschutzgesetz Nordrhein-Westfalen (DSchG NRW).
| Bild                     | Bezeichnung              | Lage                              | Beschreibung | Bauzeit | Eingetragen seit | Denkmal- nummer |
| ------------------------ | ------------------------ | --------------------------------- | ------------ | ------- | ---------------- | --------------- |
| Pfarrkirche mit Kirchhof | Pfarrkirche mit Kirchhof | Ostenfelde Margarethenplatz Karte |              |         | 01.07.2002       | B-001           |
| weitere Bilder           | Ruine Nienborg           | Ostenfelde Karte                  |              |         | 19.08.1985       | B-002           |
| Haus Keuschenburg        | Haus Keuschenburg        | Ostenfelde Im Liebestal 2 Karte   |              |         | 17.12.1987       | B-156           |